# Králové a královna
Králové a královna (v originále Rois et Reine) je francouzský hraný film z roku 2004, který režíroval Arnaud Desplechin. Snímek měl světovou premiéru na filmovém festivalu v Benátkách dne 3. září 2004.

## Děj
Film zachycuje paralelní život dvou bývalých milenců. Nora Cotterelle se chystá provdat za bohatého Jeana Jacquese. Ismaël Vuillard je internován v psychiatrické léčebně.

## Obsazení
| Emmanuelle Devosová      | Nora Cotterelle        |
| Mathieu Amalric          | Ismaël Vuillard        |
| Jean-Paul Roussillon     | Abel Vuillard          |
| Catherine Rouvel         | Monique Vuillard       |
| Maurice Garrel           | Louis Jennsens         |
| Valentin Lelong-Darmon   | Élias                  |
| Magali Woch              | Arielle Phénix         |
| Catherine Deneuve        | doktorka Hélène Vasset |
| Hippolyte Girardot       | Marc Mamanne           |
| Noémie Lvovsky           | Élisabeth              |
| Nathalie Boutefeu        | Chloé Jennsens         |
| Joachim Salinger         | Pierre Cotterelle      |
| Olivier Rabourdin        | Jean-Jacques           |
| Gilles Cohen             | bratranec Simon        |
| Andrée Tainsy            | Ismaëlova babička      |
| Jan Hammenecker          | Nicolas                |
| Elsa Wolliaston          | doktorka Devereux      |
| François Toumarkine      | zdravotník Prospero    |
| Miglen Mirtchev          | zdravotník Caliban     |
| Marie-Françoise Gonzales | domácí ošetřovatelka   |
| Shulamit Adar            | paní Seyvos            |
| Didier Sauvegrain        | chirurg                |
| Francis Leplay           | Christian              |
| Geoffrey Carey           | Claude                 |
| Marc Betton              | Léopold Virag          |
| Marion Touitou           | Delphine               |
| Yann Coridian            | Fidèle                 |
| Rachid Hami              | Marcello               |
| Claude Phor              | starý muž              |
| Frédéric Épaud           | zaměstnanec radnice    |
| Bernard Garnier          | soudní lékař           |

## Ocenění
- Cena Louise Delluca
- César: nejlepší herec (Mathieu Amalric ); nominace v kategoriích nejlepší film, nejlepší režie (Arnaud Desplechin), nejlepší herečka (Emmanuelle Devosová), nejlepší herec ve vedlejší roli (Maurice Garrel), nejlepší původní scénář nebo adaptace (Roger Bohbot a Arnaud Desplechin), nejslibnější herečka (Magali Woch)